# Traversale

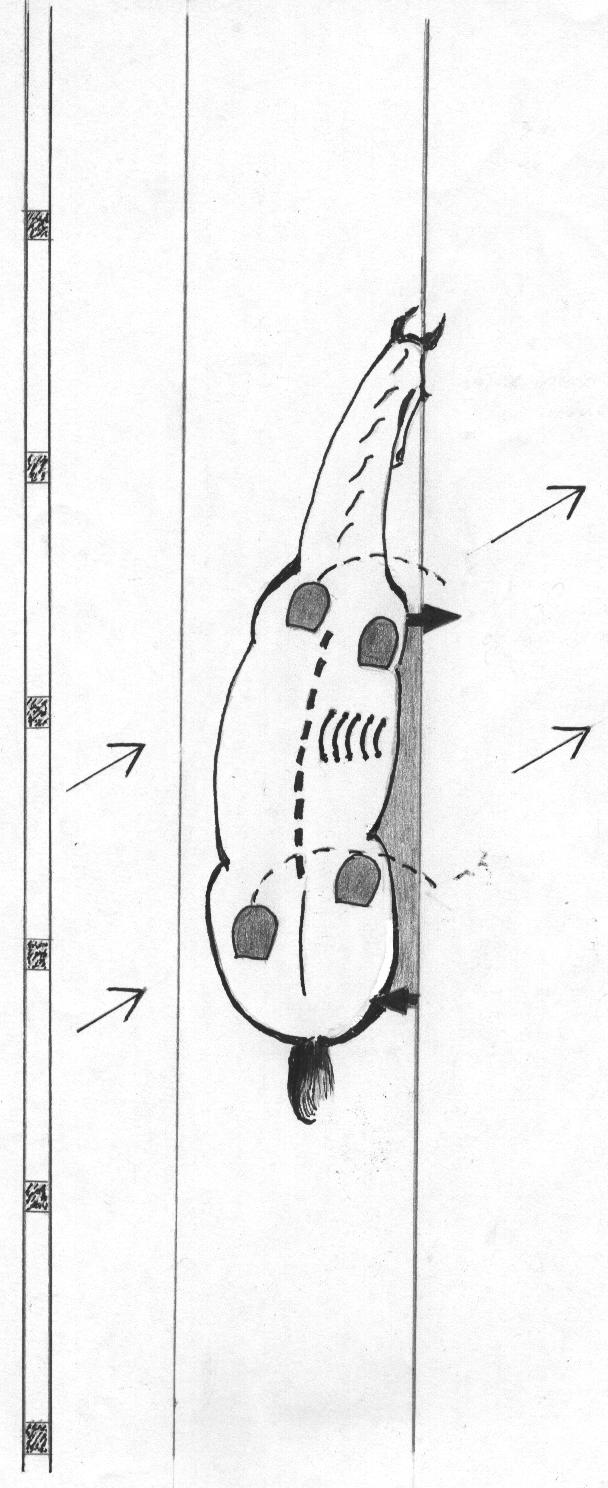
Biegung und Bewegungsmuster bei der Traversale

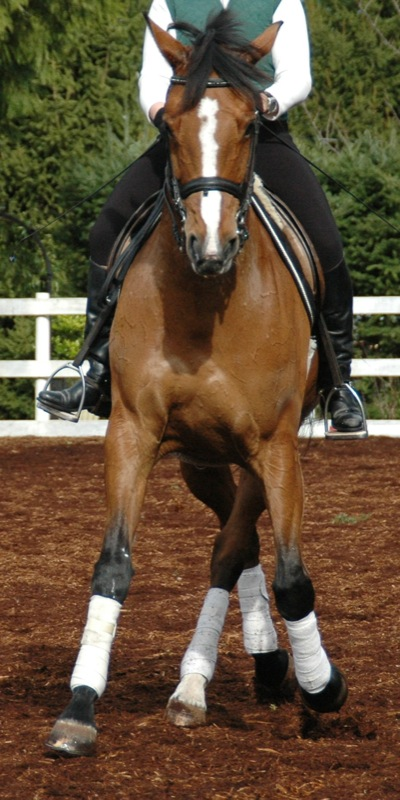
Kreuzen der Beine bei der Traversale

Die Traversale (engl. half pass, frz. appuyer) ist in der Reitkunst eine Vorwärts-Seitwärts-Bewegung im (versammelten) Trab oder Galopp, dem Travers vergleichbar, jedoch entlang einer diagonalen Linie, wobei der Körper parallel zur langen Seite der Reitbahn ausgerichtet ist. Das Pferd ist in die Bewegungsrichtung gestellt und gebogen und überkreuzt dabei jeweils das innere Vorder- und Hinterbein. Die Traversale zählt zu den Seitengängen.  Von der Bewegung her sind Travers, Renvers und Traversale als eine Lektion anzusehen, was auch in dem Begriff "traversartige Stellungen" zum Ausdruck kommt.

## Bedeutung in der Dressur
Traversalen gehören zu jeder Vorführung eines  Schulpferdes, insbesondere zu jeder  Kür, und beweisen einerseits "das anscheinend spielerische Eingehen auf vor- und seitwärtstreibende Hilfen", d. i. die  Durchlässigkeit, und bringen andererseits, "vom rein ästhetisch-künstlerischen Standpunkt aus betrachtet, das Gesamtbild der von einem Willen beseelten Einheit Reiter-Pferd ganz besonders überzeugend zum Ausdruck".

## Durchführung
Voraussetzung für die Traversale sind Travers und Renvers:

„Nur wenn Reiter und Pferd die notwendige Sicherheit beim Reiten von Travers und Renvers entlang der Bande erreicht haben, sollte mit den Traversalen begonnen werden.“

Der innere Gesäßknochen wird vermehrt belastet, der innere Schenkel liegt am Gurt, sorgt für die Rippenbiegung (die auf dem Foto übrigens fehlt) und die Aktivierung des inneren Hinterfußes. ("Innen" heißt natürlich die konkave Seite der Biegung, also hier die Seite der Bewegungsrichtung.) Der äußere Schenkel liegt verwahrend hinter dem Gurt und treibt das Pferd vorwärts-seitwärts. Der innere Zügel wurde nachgefasst,  stellt das Pferd und wirkt seitwärtsweisend (engl. "direct rein", frz. "rêne directe"). Der äußere, verwahrende Zügel begrenzt die Stellung des Pferdes und kann den äußeren Schenkel beim Seitwärtstreiben unterstützen (frz. "rêne intermédiaire" oder auch "rêne d'action latérale").
Eine Voraussetzung für Richtungsänderungen zwischen zwei Galopptraversalen ist das Beherrschen des fliegenden Galoppwechsels.